# Christine Deschamps
Pour les articles homonymes, voir Deschamps.
Christine Deschamps est une bibliothécaire française. Elle est présidente de la Fédération internationale des associations et institutions de bibliothèques (IFLA) de 1997 à 2003. En 1997, elle oriente le secteur des bibliothèques vers un véritable travail international, beaucoup plus inclusif puisque l'anglais n'était pas sa langue natale. Elle déclare qu'elle souhaite que sa présidence soit rappelée sous le signe du pragmatisme.
Christine Deschamps est la dernière présidente de l'IFLA avant la modernisation des statuts de la fédération : depuis, les président(e)s sont élu(e)s deux ans avant de prendre leurs fonctions ; le ou la président(e) en exercice cohabite avec le ou la président(e)-élu(e). À la suite de son premier mandat (1997-2001), elle a été réélue présidente pour deux années supplémentaires (de 2001 à 2003). Elle s'est engagée pour l'inclusion des  bibliothèques dans l'ère de l'information globale, l'éducation et le développement de standards.
Avant d'être présidente de l'IFLA, Christine Deschamps a occupé différentes fonctions dans des bibliothèques universitaires parisiennes ainsi qu'au Ministère de l'Enseignement Supérieur en France.

## Les bibliothèques et le sommet mondial de la société de l'information
Christine Deschamps lance un  appel pour que le sommet mondial des Nations unies sur la société de l'information se rapproche des bibliothèques en tant que participantes clefs pour réduire la fracture numérique. La fracture numérique et les filtres d'Internet ont été des thèmes sur lesquels Deschamps a travaillé pendant les Congrès Mondiaux d'Information.
Elle achève son mandat en lançant le premier rapport mondial sur les bibliothèques et la liberté intellectuelle. Deschamps fait des déclarations sur les publications électroniques et le droit d'auteur,. Ce travail a produit deux comités au sein de l'IFLA : le comité sur le droit d'auteur et les affaires légales (Committee on Copyright and other legal matters ou CLM en anglais) et le comité sur la liberté d'expression et la liberté d'accès à l'information (FAIFE par ses sigles en anglais).

## Un secteur des bibliothèques décentralisées
Deschamps travaille pour décentraliser le pouvoir au sein de la fédération (IFLA), et mentionne qu'elle pense "que relancer le pouvoir dans l'organisation de l'IFLA est nécessaire parce qu'y a une large influence de l'Europe et de l'Amérique du Nord" et que les pays en développement devraient avoir une participation majeure dans la Fédération,.

## Prix et distinctions
Christine Deschamps reçoit la distinction de membre honoraire de l'IFLA (Honorary Fellow en anglais) en 2003, avec Marianne Scott. Elle est nommée chevalière de la Légion d'Honneur en 2001.

## Travaux publiés
- (en) Marc Walckiers (dir.) et Christine Deschamps (dir.), European Conference of Medical Libraries, Bruxelles, Medical libraries, 1987.
- (en) Christine Deschamps, « Interlending between academic libraries in France – À review », Interlending & Document Supply, vol. 19, no 2,‎ 1991, p. 35–38 (DOI 10.1108/02641619110154522).
- (en) Christine Deschamps, « FOUDRE – Electronic access to documents in the French academic community », Interlending & Document Supply, vol. 19, no 4,‎ 1991, p. 127–130 (DOI 10.1108/02641619110154603).
- (en) Christine Deschamps, « Cooperation and Networking between French Libraries », Libri, vol. 41, no 4,‎ 1991, p. 262.
- Christine Deschamps, « La normalisation », dans Psychologie sociale expérimentale, 1991, p. 87-100.
- Christine Deschamps, « Le projet européen ION. (Interlending OSI network) », Bulletin d'informations de l'Association des Bibliothécaires Français,‎ 1992, p. 18-19.
- (en) Christine Deschamps, « The electronic library. Bielefeld conference, 1994 », Libri, vol. 44, no 4,‎ 1994, p. 304-310 (DOI 10.1515/libr.1994.44.4.304).
- (en) Christine Deschamps, « Book Reviews », Journal of Librarianship & Information Science, London, Bowker-Saur, xviii, vol. 27, no 4,‎ 1995, p. 241Numéro Changing information technologies: research challenges in the economics of information, éditrices : Mary Feeney Maureen Grieves.
- (en) Christine Deschamps, « OCLC in Europe », Journal of Library Administration, vol. 25, nos 2–3,‎ 1998, p. 141–157 (DOI 10.1300/J111v25n02_14).
- (en) Christine Deschamps, « Babel as a Blessing? Strategies for Communication within the World Library Community », IFLA Journal, vol. 24, nos 5/6,‎ 1998, p. 304.
- (en) J.L. Blanc et C. Deschamps, European Commission, Copernicus 1998: funded joint research projects, concerted actions and accompanying measures, Luxemburg, Office for Official Publications of the European Communities, 1999.

- (en) Christine Deschamps, « Presidential Address, IFLA Bangkok Conference, August 1999 », 1999, p. 271.
- (en) Christine Deschamps, « Presidential Address, IFLA Jerusalem Conference, August 2000] », IFLA Journal, 2000 (DOI 10.1177/034003520002600505), p. 337-339.
- (en) Christine Deschamps, « Electronic publishing and Copyright », Interlending & Document Supply, vol. 28, no 4,‎ 2000 (DOI 10.1108/ilds.2000.12228daa.001).
- (en) Christine Deschamps, « President’s Annual Report to the 67th IFLA Conference in Boston », IFLA Journal, 2001 (DOI 10.1177/034003520102700502), p. 297-300.
- (en) Christine Deschamps, « Can libraries help Bridge the digital divise? », Nordinfo-Nytt, vol. 24, no 4,‎ 2001, p. 62-66.
- (en) Christine Deschamps, « Round table: Open access issues for developing countries », Information Services & Use, vol. 23, nos 2/3,‎ 2003, p. 149-59 (DOI 10.3233/ISU-2003-232-324).
- (en) Christine Deschamps, Rapport IFLA 2003, IFLA Conference Proceedings, 1–6, 2003 (lire en ligne).
- (en) Christine Deschamps et D. Law, « Letters to the publishers: IFLA, Human Rights, and Social Responsibility », IFLA Journal, vol. 35, no 1,‎ 2009, p. 5–6 (DOI 10.1177/0340035208102027, lire en ligne).